# (アイ・ドント・ノウ・ホワイ)バット・アイ・ドゥ
(アイ・ドント・ノウ・ホワイ)バット・アイ・ドゥ ((I Don't Know Why) But I Do)は、ポール・ゲイテンとボビー・チャールズ (ロバート・ギドリー名義)によって作詞・作曲され、クラレンス・"フロッグマン"・ヘンリーによってレコーディングされたリズム・アンド・ブルースの楽曲である。

## オリジナル・バージョン
ヘンリーのオリジナル・バージョンは1961年初頭に全米ヒット・チャートの4位に上り、ヘンリーにとって最大のヒット曲となった。シングルのB面は「Just My Baby And Me」が収録された。
当初は1960年12月に米国でアーゴ・レコードよりリリースされ、レコード・レーベルに記載された曲名は「I Don't Know Why」であった。しかし約10週間後、アーゴは1931年の楽曲「I Don't Know Why (I Just Do)」と間違われ混乱しているとの理由から曲名を「But I Do」に変更した。イギリスのパイ・レコードからのリリース、並びにオーストラリアのコロネット・レコードのリリースはいずれも曲名は「But I Do」と記載された。イギリスではチャートに19週に渡りランクインし、1961年5月の第1週に最高位となる3位を記録した。
同曲は、1993年のイギリスにおけるフィアット・チンクェチェントのテレビ・コマーシャル、1994年の映画『フォレスト・ガンプ/一期一会』、1999年の映画『恋するための3つのルール』、2019年のエクスペディアのコマーシャルなどに使用され、再度注目を浴びることとなった。

### チャート動向
| チャート(1961年)       | 最高位 |
| ---------------------- | ------ |
| UK                     | 3      |
| Italy                  | 55     |
| Canada CHUM Chart      | 2      |
| U.S. Billboard Hot 100 | 4      |
| U.S. Billboard R&B     | 9      |
| U.S. Cash Box Top 100  | 4      |

| チャート(1961年)       | 順位 |
| ---------------------- | ---- |
| UK                     | 24   |
| U.S. Billboard Hot 100 | 43   |
| U.S. Cash Box          | 39   |

## ボビー・ヴィントンのカバー・バージョン
ボビー・ヴィントンは1972年に「But I Do」のカバー・バージョンをリリースした。彼のバージョンは、1973年初頭に米国のBillboard Hot 100で82位、キャッシュボックスのチャートで71位を記録した。また、アダルト・コンテンポラリー・チャートでも27位となっている。
ヴィントンのバージョンはカナダでもチャート入りし、ポップ・チャートでは72位、アダルト・コンテンポラリー・チャートでは23位まで上がっている。

### チャート動向
| チャート(1972–73年)             | 最高位 |
| ------------------------------- | ------ |
| Canada RPM Top Singles          | 72     |
| Canada RPM Adult Contemporary   | 23     |
| US Billboard Hot 100            | 82     |
| US Billboard Adult Contemporary | 27     |
| US Cash Box Top 100             | 71     |

## ボビー・チャールズのバージョン
この曲のソングライターであるボビー・チャールズは、1980年代に入ってから自身のバージョンをレコーディングしており、1987年のアルバム『Clean Water』で聴くことができる。

## その他カバー・バージョン
| 年     | アーティスト名                   | 収録アルバム                |
| ------ | -------------------------------- | --------------------------- |
| 1967年 | エディ・"バスター"・フォアハンド | シングル・リリース          |
| 1974年 | ザ・ノーラン・シスターズ         | シングル・リリース          |
| 1979年 | ウォーレン・ストーム             | 『Country By Storm』        |
| 1981年 | トム・ジョーンズ                 | 『Darlin' 』                |
| 1982年 | ティミー・ユーロ                 | 『I'm Yours』               |
| 1990年 | ルー・ロウルズ                   | 『It's Supposed to Be Fun』 |
| 1992年 | エイモス・ギャレット             | 『Third Man In』            |
| 2004年 | ロニー・ミルサップ               | 『Just For A Thrill』       |

ザ・ノーランズ・シスターズ(ノーランズ)のバージョンは、1981年9月21日に日本盤12インチ・シングルでも「想い出ロンリネス」との邦題がついてリリースとなった。